# Бабљак (Урошевац)
Бабљак (алб. Bablak) је насељено место у општини Урошевац, на Косову и Метохији. Према попису становништва из 2011. у насељу је живело 258 становника.

## Положај
Атар насеља се налази на територији катастарске општине Бабљак површине 368 ha.

## Историја
У селу је у немањићко време постојала православна црква. Године 1455, када је рађен турски катастарски попис- дефтер, село Бабљак је имало 7 српских кућа и православног попа. За време аустријских похода крајем 17. и почетком 18. века црква је са целим селом била разорена. Касније су је сељани обновили и посветили је Св. Тројици.
До рата на Косову и Метохији у селу је живело преко 300 Срба у 60 домаћинстава, који су током рата напустили село. Први Срби повратници су се вратили у село 2004. године и затекли опљачкано село и порушене куће. До 2012. године у село се вратило 30-ак Срба, а обновљено је 56 кућа.

## Становништво
Према попису из 2011. године, Бабљак има следећи етнички састав становништва:
| Националност | 2011.        |
| Албанци      | 256 (99,22%) |
| Срби         | 2 (0,78%)    |
| Укупно       | 258          |

| Демографија | Демографија | Демографија |
| Година      | Становника  | Становника  |
| ----------- | ----------- | ----------- |
| 1948.       | 302         |             |
| 1953.       | 330         |             |
| 1961.       | 361         |             |
| 1971.       | 370         |             |
| 1981.       | 388         |             |
| 1991.       | 451         |             |
| 2011.       | 258         |             |

### Порекло становништва по родовима
Подаци из 1931
Село је од 19. века било чифлик неких Имерагиних из Приштине. Сада у селу нема старинаца, јер се на чифлику станвништво смењивало.
Српски родови:
- Денић или Дзрзда (1 k., Св. Никола). Пресељени почетком 19. века из Ливађа.
- Орлоћеви (4 k., Св. Арханђео). Досељени од истоименог рода из Врбештице у Сиринићкој Жупи око 1840. године за слуге. Даља старина им је у Гусињу.
- Шиндари (2 k., Св. Арханђео). Досељени средином 19. века од истоименог рода из Јажинца у Сиринићкој Жупи за слуге.
- Прљинчевићи (5 k., Св. Никола).